# Beatriz của Bồ Đào Nha
Beatriz (tiếng Bồ Đào Nha: Beatriz de Portugal, phát âm [bi.ɐˈtɾiʃ]; 7 –13 tháng 2 năm 1373 – k. 1420) là người con hợp pháp duy nhất còn sống của Fernando I của Bồ Đào Nha và Leonor Teles, và là Vương hậu Castilla thông qua cuộc hôn nhân với Juan I. Sau cái chết của Fernando I mà không có người thừa kế nam hợp pháp, Beatriz đã giành được ngai vàng Bồ Đào Nha, nhưng mất quyền thừa kế vào tay người chú về sau trở thành João I của Bồ Đào Nha, người sáng lập nên Nhà Avis.
Trong những năm đầu đời, Beatriz là quân cờ trong sự thay đổi chính trị của các liên minh với nước ngoài của Fernando I, người đã đàm phán liên tiếp các cuộc hôn nhân cho con gái mình. Cuối cùng, Beatriz kết hôn với Juan I của Castilla và trở thành Vương hậu của Castilla. Khi Fernando I qua đời, Beatriz được tuyên bố là Nữ vương trị vì của Bồ Đào Nha và được mẹ là Leonor Teles đảm nhiệm vị trí nhiếp chính. Sự phản đối với chế độ nhiếp chính, nỗi sợ hãi về sự thống trị của Castilla và việc mất đi nền độc lập của Bồ Đào Nha đã dẫn đến một cuộc nổi loạn của quần chúng và nội chiến giữa người em trai ngoài giá thú của Fernando I là João xứ Avis, người đã giành quyền kiểm soát nhiếp chính từ tay Thái hậu, và những người ủng hộ Beatriz cùng chồng là Juan I của Castilla, người tuyên bố ngai vàng Bồ Đào Nha thuộc về mình theo quyền của vợ (jure uxoris). Năm 1385, João xứ Avis được tuyên bố là Vua của Bồ Đào Nha, và Quốc vương Castilla bị đánh bại hoàn toàn trong Trận Aljubarrota, về cơ bản chấm dứt mọi triển vọng của Beatriz và Juan I trong việc khẳng định quyền đối với ngai vàng Bồ Đào Nha.
Từ thời điểm đó, Beatriz đặc biệt quan tâm đến phúc lợi của những người Bồ Đào Nha lưu vong tại Castilla, những người đã trung thành với yêu sách của bà đối với ngai vàng Bồ Đào Nha. Sau cái chết của Juan I, Beatriz bị giáng xuống vị trí thấp hơn tại triều đình Castilla. Tuy nhiên, xung đột giữa các triều đại vẫn tiếp tục là một thách thức đối với việc bình thường hóa quan hệ giữa hai vương quốc. Từ thập kỷ thứ hai của thế kỷ 15 trở đi, dấu vết tài liệu về Beatriz trở nên khan hiếm cho đến khi bà hoàn toàn biến mất vào khoảng năm 1420.

## Cuộc đời

### Những năm đầu đời và hứa hôn

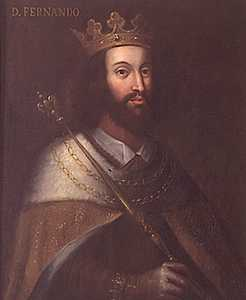
Vua Fernando I của Bồ Đào Nha (1367–1383). Việc Fernando bảo vệ tính hợp pháp của Pedro I của Castilla đã gây ra ba cuộc chiến tranh chống lại nhà Trastámara của Castilla.

Beatriz sinh ra tại Coimbra, trong thời gian thành phố bị quân đội Castilla bao vây trong Chiến tranh Fernando lần thứ hai (1372–73). Cuộc bao vây được dỡ bỏ và Enrique II của Castilla tiếp tục đến Santarém rồi đến Lisboa. Trong cuộc bao vây Lisboa, Hồng y đặc sứ Guido xứ Bologna đã đạt được thỏa thuận giữa các quốc vương của Castilla và Bồ Đào Nha là Hòa ước Santarém. Theo hiệp ước, Fernando I của Bồ Đào Nha sẽ từ bỏ sự nghiệp Petrist, yêu sách về tính hợp pháp của triều đại bắt nguồn sau vụ ám sát Pedro I của Castilla năm 1369. Hai cuộc hôn nhân liền được cử hành giữa hai vương thất để củng cố nền hòa bình: giữa Sancho Alfonso, Bá tước thứ 1 xứ Alburquerque, em trai của Enrique, và Beatriz, em gái cùng cha khác mẹ của Fernando, và giữa Alfonso Enríquez, con trai ruột của Enrique, và con gái ngoài giá thú của Fernando là Isabel. Ngoài ra, một lễ đính hôn được sắp xếp giữa Beatriz, con gái mới sinh của Fernando I của Bồ Đào Nha, và Fadrique, người được phong làm Công tước xứ Benavente, một người con ruột khác của Enrique II của Castilla.
Cortes de Leiria năm 1376 đã cam kết ủng hộ Beatriz làm người thừa kế ngai vàng, chấp nhận lời đính hôn của vương nữ với Công tước xứ Benavente. Lễ đính hôn được cử hành long trọng tại Leiria vào ngày 24 tháng 11 năm 1376, và vào ngày 3 tháng 1 năm 1377 được Enrique II chấp nhận.
Di chúc của Fernando I năm 1378 đã phê chuẩn tất cả các thỏa thuận liên quan đến Beatriz, đồng thời nói thêm rằng nếu Beatriz hoặc bất kỳ hậu duệ nào không còn, những người anh em cùng cha khác mẹ của vua Bồ Đào Nha, tức là những người con của Inês de Castro (João, Dinis và Beatriz) sẽ bị tước quyền thừa kế. Ngai vàng của Bồ Đào Nha sẽ được chuyển cho bất kỳ người chị em giả định nào của Beatriz, và sau đó là Công tước Fadrique xứ Benavente. Để đảm bảo quyền kế vị ngai vàng cho con gái, Vương hậu Leonor Teles đã lập ra một âm mưu chống lại João của Bồ Đào Nha, trong đó chính chị gái của Vương hậu là María Teles, vợ của João bị buộc tội ngoại tình và bị chồng xử tử vào tháng 6 năm 1379. Mặc dù sau đó João nhận được lệnh ân xá của hoàng gia, nhưng ông đã quyết định chạy trốn đến Castilla vì sợ gia tộc Teles.
Vào tháng 5 năm 1379, Enrique II của Castilla qua đời và con trai ông là Juan I lên kế vị. Khi những sự kiện này được biết đến trong triều đình Bồ Đào Nha, các cuộc đàm phán bắt đầu về việc đính hôn của Beatriz với con trai đầu lòng của vị vua mới là Enrique III tương lai của Castilla, nhằm chống lại bất kỳ tham vọng nào của João của Bồ Đào Nha lên ngôi với sự hỗ trợ về chính trị và quân sự của Castilla. Thỏa thuận ngày 21 tháng 5 năm 1380 quy định rằng lễ cưới sẽ được tổ chức khi vương tử, khi đó mới 1 tuổi, đạt đến tuổi 14. Thỏa thuận cũng thiết lập quyền kế vị, rằng nếu Beatriz qua đời trước khi kết hôn và Fernando I không còn con cái hợp pháp nào nữa, ngai vàng sẽ được trao cho Juan I của Castilla. Nhưng nếu vương nữ qua đời sau khi kết hôn và không có con cháu, ngai vàng sẽ thuộc về người chồng góa của vương nữ. Nếu Enrique qua đời trước, không có con với Beatriz, vương nữ sẽ vẫn là Nữ vương trị vì, nhưng nếu sau đó Beatriz qua đời mà không có con trong cuộc hôn nhân tiếp theo, ngai vàng của Bồ Đào Nha sẽ được trao cho các vị vua của Castilla. Theo cách này, các con của Inês de Castro một lần nữa bị từ chối quyền kế vị. Thỏa thuận hôn nhân được chấp thuận tại Cortes de Soria vào tháng 8 năm 1380.
Đến tháng 7 năm 1380, Fernando I đã thay đổi chính sách bằng cách bí mật liên minh trong Hiệp ước Estremoz với Richard II của Anh và Công tước xứ Lancaster, những người bảo vệ sự nghiệp Petrist. Vua Bồ Đào Nha từ bỏ Giáo hoàng đối lập Clêmentê VII và tuyên thệ tuân theo Giáo hoàng Urbanô VI, trong khi con gái của ông là Beatriz đính hôn với Edward xứ Norwich, con trai của Bá tước xứ Cambridge và là cháu trai Pedro I của Castilla. Các cuộc đàm phán cho liên minh này đã đưa một người Petrist lưu vong đến Bồ Đào Nha, Juan Fernández de Andeiro, Bá tước xứ Ourém, người sau này sẽ có ảnh hưởng lớn tại triều đình Bồ Đào Nha. Khi Vua Castilla nghe tin về thỏa thuận nhờ João của Bồ Đào Nha đang lưu vong, ông đã ký kết một liên minh với Pháp thông qua Hiệp ước Vincennes, chấp nhận sự vâng lệnh của vương quốc Castilla đối với Giáo hoàng đối lập Clêmentê VII, và ông đã tiến hành Chiến tranh Fernando lần thứ ba. Trong khi Vua Fernando I và các cố vấn đang ở Elvas để thảo luận về chiến tranh, vào ngày 19 tháng 7 năm 1382, Vương hậu Leonor Teles hạ sinh một người con trai nhưng chỉ sống được bốn ngày tuổi. Một tháng sau vào ngày 10 tháng 8, cuộc chiến đã kết thúc bằng Hòa ước Elvas, theo đó một lễ đính hôn được cử hành giữa Beatriz và người con trai thứ hai của Juan I của Castilla là Ferrando I tương lai của Aragón. Ngoài ra, vương quốc Bồ Đào Nha, bị chia rẽ về mặt tôn giáo bởi sự ly giáo Tây phương, đã trở lại phục tùng Giáo hoàng đối lập Clêmentê.
Juan I của Castilla góa vợ vào năm 1382, và Bá tước xứ Ourém, người được Vương hậu Leonor Teles sủng ái, đã đàm phán một lễ đính hôn mới cho Beatriz, lần này là với chính Vua Castilla. Fernando đau khổ khi cuộc hôn nhân được đề xuất. Có vẻ như nó sẽ đảm bảo quyền kế vị của Beatriz, vì vương nữ sẽ có một quốc vương láng giềng hùng mạnh làm đồng minh, người có thể chống lại nguyện vọng của João của Bồ Đào Nha và các anh chị em thay vì ủng hộ họ. Nhưng mặt khác, Vua Castilla, phải cư trú tại nước nhà, sẽ phải để lại công việc của Bồ Đào Nha cho Vương hậu Leonor với tư cách là nhiếp chính. Hợp đồng hôn nhân được ký vào ngày 2 tháng 4 năm 1383 tại Salvaterra de Magos, quy định rằng khi Fernando I qua đời mà không có con trai, vương miện sẽ được trao cho Beatriz, và chồng sẽ được phong là Vua của Bồ Đào Nha. Tuy nhiên, cả hai bên đều đồng ý rằng vương quốc Castilla và Bồ Đào Nha sẽ không thống nhất, và để đảm bảo điều này, Vương hậu Leonor Teles sẽ vẫn là nhiếp chính và phụ trách chính quyền Bồ Đào Nha cho đến khi Beatriz có một người con trai tròn 14 tuổi, người sau đó sẽ nắm quyền cai trị và nhận tước hiệu Vua Bồ Đào Nha thay cho cha mẹ mình. Nếu Beatriz qua đời mà không có hậu duệ sống sót, vương miện sẽ được trao cho những người chị em giả định khác, và nếu không có ai thì sẽ được trao cho Juan I của Castilla, và thông qua Juan I là vương tử Enrique, một lần nữa tước quyền thừa kế của con cái Inês de Castro. Quyền kế vị Castilla cũng được quy định rằng, trong trường hợp việc kế vị của Juan I và hai người con trai không thành công, vương miện sẽ được trao cho em gái của Juan I là Leonor, và nếu quốc vương cũng qua đời mà không có con cái, ngai vàng Castilla sẽ được trao cho Fernando I Bồ Đào Nha và các hậu duệ của ông. Trong quá trình chuẩn bị hợp đồng hôn nhân, Vua Castilla phản đối của hồi môn dành cho Beatriz, và cũng không đồng ý rằng các con trai của ông phải được nuôi dưỡng tại Bồ Đào Nha, rằng Vương hậu Leonor Teles có thể nắm quyền nhiếp chính tại Bồ Đào Nha, và rằng các pháo đài biên giới phải nằm trong tay người Bồ Đào Nha. Nhưng xét đến việc hợp đồng trao cho Juan I vương quốc Bồ Đào Nha, những phản đối này được coi là thứ yếu và Juan I đã chấp nhận thỏa thuận.
Pedro de Luna, một sứ thần của Giáo hoàng tại vương quốc Castilla, Aragón, Bồ Đào Nha và Navarra, đã cử hành lễ đính hôn tại Elvas vào ngày 14 tháng 5 năm 1383, và lễ cưới chính thức được tổ chức vào ngày 17 tháng 5 tại Nhà thờ chính tòa Badajoz. Để đảm bảo việc tuân thủ Hiệp ước, vào ngày 21 tháng 5, một nhóm hiệp sĩ và giáo sĩ Castilla đã thề sẽ tước quyền công dân khỏi vương quốc và chiến đấu chống lại quốc vương của họ nếu Vua Castilla phá vỡ các thỏa thuận được đưa ra trong hợp đồng hôn nhân. Và theo cách tương tự, một nhóm hiệp sĩ và giáo sĩ Bồ Đào Nha (trong số đó có Thống Lĩnh Avis) đã tuyên thệ tương tự nếu Vua Bồ Đào Nha phá vỡ hiệp ước với Castilla. Sau đó, Beatriz chấp thuận dưới tên của mình những gì đã được thỏa thuận tại Salvaterra de Magos. Sau khi đám cưới diễn ra, Beatriz đã đến sống tại Castilla với Juan. Hợp đồng hôn nhân được đưa đến Cortes de Santarém của tháng 8 và tháng 9 để thề chấp nhận Beatriz và Juan I của Castilla là người thừa kế của Bồ Đào Nha, mặc dù những đạo luật này không được duy trì. Về phần mình, Vương hậu Leonor Teles đã hạ sinh một cô con gái vào ngày 27 tháng 9 nhưng chỉ sống được trong vài ngày, vì vậy Beatriz vẫn là người con hợp pháp duy nhất của Vua Fernando I.

### Khủng hoảng 1383–1385
Vua Fernando I của Bồ Đào Nha qua đời vào ngày 22 tháng 10 năm 1383. Leonor Teles, góa phụ của nhà vua, theo Hiệp ước Salvaterra và di chúc của quốc vương quá cố, đã đảm nhận quyền nhiếp chính và cai quản vương quốc thay mặt con gái Beatriz. Leonor duy trì phái Petrist Castilla của mình, điều này đã củng cố phe đối lập đòi hỏi Hội đồng nhiếp chính chỉ bao gồm các cố vấn gốc Bồ Đào Nha.

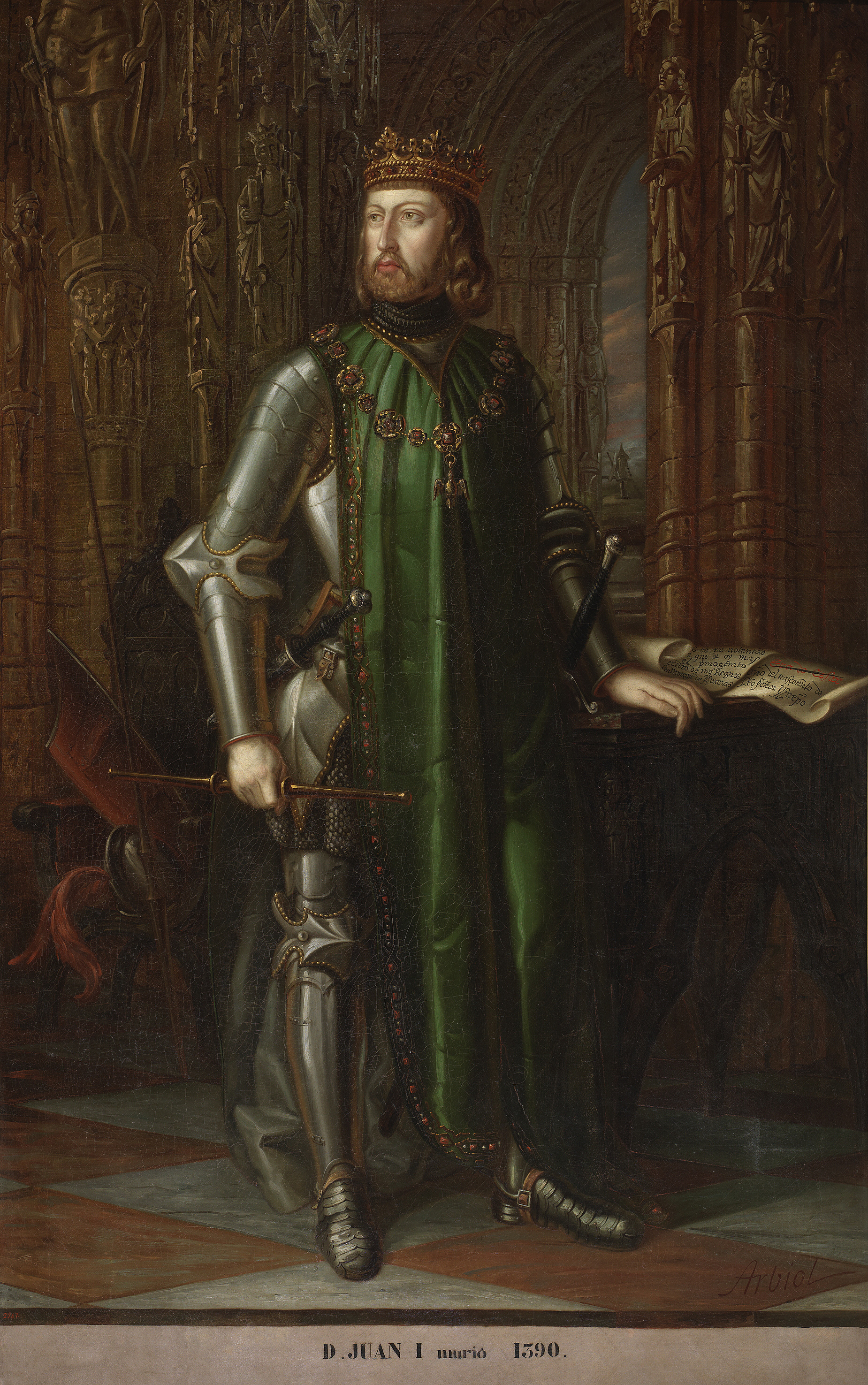
Vua Juan I của Castilla (1379–1390) đã xâm lược Bồ Đào Nha để tự xưng là Vua của Bồ Đào Nha theo quyền của vợ là Beatriz, trong cuộc nội chiến diễn ra sau cái chết của Fernando I của Bồ Đào Nha.

Tin tức về cái chết của Vua Bồ Đào Nha đã đến tai Juan I của Castilla và Beatriz tại Torrijos, và họ ngay lập tức đóng cửa Cortes tại Segovia. Thống Lĩnh Avis liền viết thư cho quốc vương Castilla, thúc giục ông giành vương miện Bồ Đào Nha từ vợ mình, và rằng chính Thống lĩnh sẽ được phong làm nhiếp chính thay mặt họ. Để tránh xung đột với João của Bồ Đào Nha (con trai cả của Inês de Castro), Vua Castilla đã giam João tại Alcázar của Toledo, và tại đó lấy đi tước hiệu và huy hiệu của Vua Bồ Đào Nha, được Giáo hoàng đối lập Clêmentê VII công nhận. Sau đó, Juan I triệu tập Hội đồng Hoàng gia tại Montalbán và cử Alfonso López de Tejeda đến Bồ Đào Nha với chỉ thị cho Thái hậu nhiếp chính tuyên bố ông và vợ là Vua và Nữ vương của Bồ Đào Nha.
Việc tôn xưng đã được đưa ra, nhưng tại Lisboa và những nơi khác như Elvas và Santarém, người dân đã phản đối và ủng hộ João của Bồ Đào Nha. Juan I của Castilla quyết định dẫn quân vào Bồ Đào Nha để chiếm lấy vương quốc, bất chấp lời khuyên của một số thành viên trong Hội đồng vì hành động này rõ ràng vi phạm các thỏa thuận được đưa ra trong Hiệp ước Salvaterra. Juan I có sự ủng hộ từ pháp quan của Beatriz là Afonso Correia, Giám mục Guarda, người đã hứa sẽ giao nộp vùng đất này cho ông. Do đó, Juan I đã vào Bồ Đào Nha cùng với Beatriz để đảm bảo sự phục tùng của Bồ Đào Nha và quyền lợi của vợ mình.
Đối với Juan I của Castilla, cuộc hôn nhân cho phép ông duy trì quyền bảo hộ đối với vương quốc Bồ Đào Nha và khả năng ngăn chặn Anh thiết lập cơ sở tại Bán đảo Iberia. Ngoài ra, sự hợp nhất của Castilla với Bồ Đào Nha sẽ có lợi cho giới quý tộc Bồ Đào Nha, những người sẽ có kỳ vọng lớn hơn về việc nhận được đất đai, tước hiệu và vị trí. Đối mặt với điều này, các tá điền, những người đã cải thiện vị thế của mình do sự suy giảm dân số ở vùng nông thôn, lo sợ rằng các đặc quyền của giới quý tộc sẽ được củng cố. Trong khi đó, các thương gia, thợ thủ công, viên chức nhà nước và một bộ phận lớn của giới quý tộc nhỏ hơn lo sợ về sự hủy bỏ về mặt chính trị, xã hội và kinh tế, trước sự gia tăng quyền lực của giới quý tộc cao cấp Bồ Đào Nha, và mối đe dọa từ sự thống trị của Castilla vốn ưu tiên nông nghiệp hơn là thương mại. Kết hợp sự phản đối với Thái hậu nhiếp chính và phái Petrist, kỳ vọng về sự độc quyền thương mại, nỗi lo sợ về sự thống trị của Castilla và mất đi nền độc lập của Bồ Đào Nha, các cuộc nổi loạn đã nổ ra tại Lisboa vào cuối tháng 11 và đầu tháng 12. Thống lĩnh Avis giết chết Bá tước xứ Ourém, người được Thái hậu nhiếp chính sủng ái, và sau đó là cuộc nổi loạn của nông dân chống lại chính phủ do Alvaro Pais khởi xướng, trong đó Martinho Anes, Giám mục Lisboa, đã bị ám sát. Cuộc nổi loạn lan rộng ra các tỉnh, cướp đi mạng sống của Viện mẫu của Tu viện dòng Biển Đức tại Évora, Trưởng tu viện của nhà thờ kinh sĩ đoàn Guimarães và Lançarote Pessanha, Đô đốc Bồ Đào Nha tại Beja, cùng nhiều người khác. Cuộc nổi loạn có sự ủng hộ của giai cấp tư sản nhưng không có sự ủng hộ của giới quý tộc, những người vẫn duy trì sự ủng hộ đối với Thái hậu nhiếp chính.
Thái hậu Leonor Teles đã chạy trốn khỏi Lisboa cùng với triều đình và tị nạn tại Alenquer. Tại Lisboa, Alvaro Pais đề xuất cuộc hôn nhân giữa Thống lĩnh Avis với Thái hậu để họ có thể cùng nhau nắm quyền nhiếp chính, nhưng Leonor từ chối. Với tin tức về sự xuất hiện sắp xảy ra của Vua Castilla, Thống lĩnh Avis đã được chọn làm Người bảo vệ và Nhiếp chính của vương quốc vào ngày 16 tháng 12 năm 1383, kêu gọi quyền của João của Bồ Đào Nha, con trai cả của Inês de Castro. Thống lĩnh Avis thành lập nên Hội đồng của riêng mình, trong đó João das Regras xuất hiện với tư cách là Thủ tướng và yêu cầu sự trợ giúp của Anh. Ông cũng cố gắng bao vây Alenquer, nhưng Leonor đã chạy trốn đến Santarém, vì vậy ông ngay lập tức quay trở lại để chuẩn bị phòng thủ Lisboa.Tại Santarém, Leonor Teles tiến hành tuyển mộ quân đội và tìm kiếm sự giúp đỡ từ con rể là Vua Castilla để đánh bại những kẻ nổi loạn không chấp nhận quyền nhiếp chính của bà hoặc không công nhận Beatriz là Nữ vương.
Juan I của Castilla đã hành động để kiểm soát tình hình ở Bồ Đào Nha, thành lập Hội đồng nhiếp chính ở Castilla bao gồm Alifonso của Aragón, Hầu tước xứ Villena, Pedro Tenorio (Tổng giám mục Toledo) và Pedro González de Mendoza (Mayordomo đầu tiên của Nhà vua). Vào đầu tháng 1 năm 1384, Juan I cùng với Beatriz xâm lược Bồ Đào Nha qua con đường đến Santarém, theo lời kêu gọi của Thái hậu Leonor Teles, và vài ngày sau, vào ngày 13 tháng 1, Juan I nhận được đơn từ chức nhiếp chính và chính phủ từ Leonor. Vì vậy, Vua Castilla đã nắm quyền kiểm soát chính phủ, và thành lập một dinh tể tướng, một triều đình và một đội quân chủ yếu gồm người Castilla. Sau đó, nhiều hiệp sĩ và người quản lâu đài từ nhiều nơi đã đến để tỏ lòng tôn kính với Juan I và Beatriz. Tuy nhiên, Thái hậu Leonor bắt đầu âm mưu chống lại con rể, và vì thế Thái hậu bị đưa đến Tu viện Tordesillas. Điều này cung cấp cho Thống lĩnh Avis thêm lý do để nổi loạn vì các điều khoản của Hiệp ước Salvaterra đã bị vi phạm. Ngoài ra, nó còn chia rẽ giới quý tộc vốn chủ yếu ủng hộ Leonor, với một số người trong số họ, chẳng hạn như Chưởng ấn của nhiếp chính là Lourenço Eanes Fogaça, đã liên minh với Thống lĩnh Avis.
Mặc dù ông trông cậy vào sự ủng hộ của phần lớn giới quý tộc Bồ Đào Nha, Juan I không thể lặp lại chiến thắng của Castilla trong Chiến tranh Fernando và đã thất bại trước Coimbra và Lisboa. Vào ngày 3 tháng 9 năm 1384, Juan I rời khỏi các đồn trú ở các thành phố của những người ủng hộ mình, trở về Castilla và yêu cầu sự giúp đỡ từ Vua Pháp. Beatriz cũng rời Bồ Đào Nha lần cuối cùng. Trong khi đó, Thống lĩnh Avis cố gắng chiếm các thành phố trung thành từ tay kẻ thù của mình, và mặc dù chiếm được Almada và Alenquer, ông gặp thất bại ở Sintra, Torres-Novas và Torres Vedras. Sau đó, ông đến Coimbra, nơi ông triệu tập Cortes vào tháng 3 năm 1385. Tại đây, Beatriz bị tuyên bố là bất hợp pháp vì cuộc hôn nhân của cha mẹ bà bị coi là không hợp lệ, và vào ngày 6 tháng 4, họ tuyên bố Thống lĩnh Avis là Vua João I của Bồ Đào Nha. Sau Cortes, vị tân vương đã tiến hành một chiến dịch để kiểm soát miền bắc vương quốc, và do đó đã giành được Viana do Castelo, Braga và Guimarães. Juan I của Castilla một lần nữa tiến vào Bồ Đào Nha, lần này qua Ciudad Rodrigo và Celorico, nhưng thất bại của quân đội ông tại Trancoso và Aljubarrota vào tháng 5 và tháng 8 năm 1385 đã kết thúc mọi cơ hội để Juan I tự xưng là Vua của Bồ Đào Nha.
Tại Aljubarrota, thảm họa Castilla đã xảy ra: Nhà vua chạy trốn đến Santarém, và từ đó ông đi xuống sông Tagus cho đến khi gặp hạm đội của mình xung quanh Lisboa, và vào tháng 9, hạm đội Castilla đã trở về nước. João I của Bồ Đào Nha sau đó giành được quyền kiểm soát các thành phố vẫn còn chống đối ông. João I tiếp quản khu vực phía bắc Duero nơi các hiệp sĩ Bồ Đào Nha vẫn còn trung thành với Beatriz và Juan I của Castilla: Villareal de Pavões, Chaves và Bragança đầu hàng vào cuối tháng 3 năm 1386, và Almeida đầu hàng vào đầu tháng 6.

### Tính hợp pháp và thỏa thuận đình chiến với Bồ Đào Nha

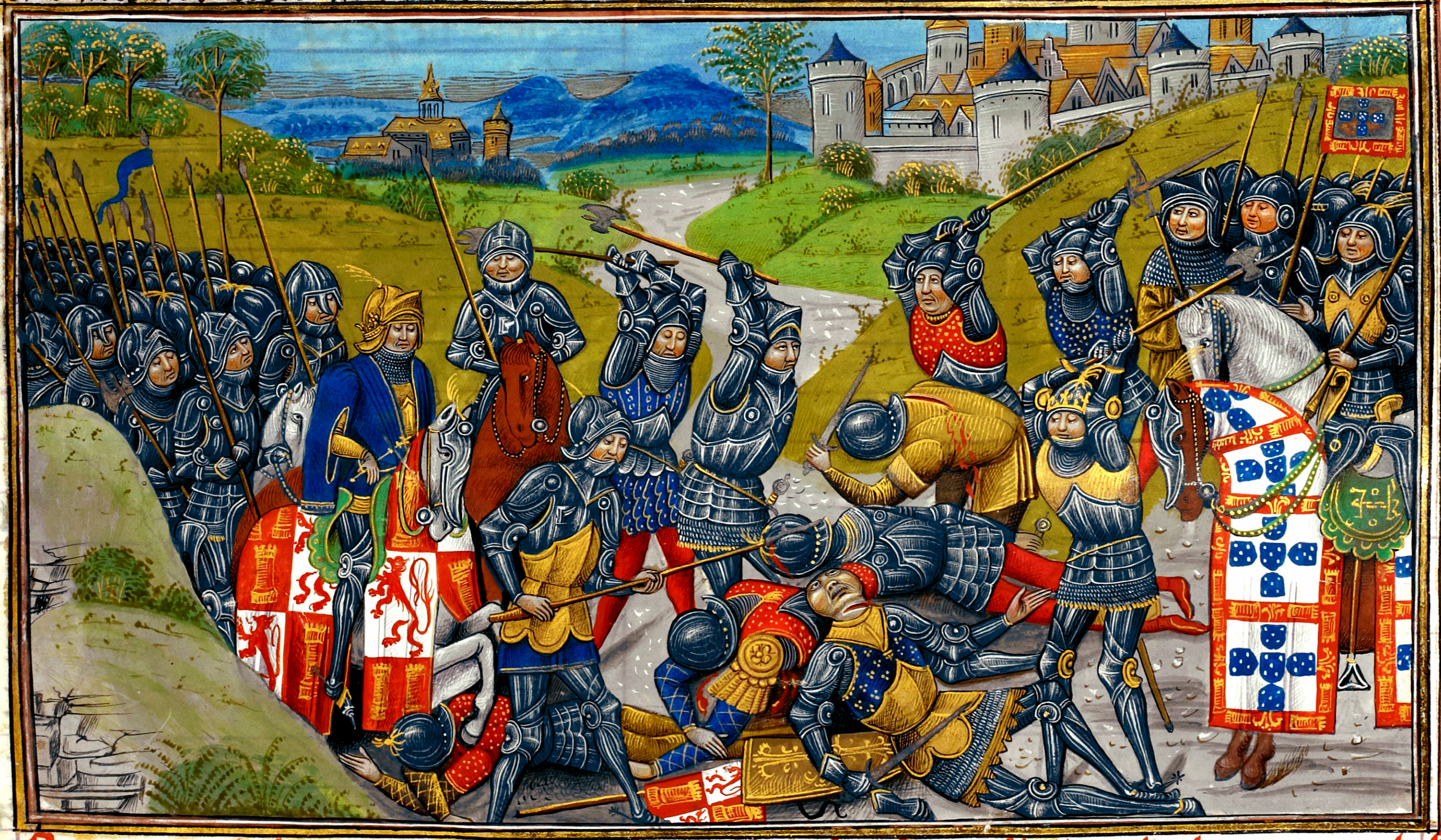
Trận Aljubarrota

Thảm họa của Castilla tại Aljubarrota đã gây ra một cuộc di cư về phía Castilla của các giáo sĩ Bồ Đào Nha, những người vẫn giữ sự trung thành với Giáo hoàng đối lập Clêmentê VII (việc chu cấp cho họ được thực hiện bởi Vương hậu Beatriz, người cũng yêu cầu các Giáo hoàng đối lập tại Avignon cung cấp phúc lợi cho họ) và giới quý tộc, những người ban đầu không nhận được khoản bồi thường đáng kể vì họ được mong đợi sẽ trở về Bồ Đào Nha.
Aljubarrota cũng đã làm mới lại nguyện vọng của hậu duệ Pedro của Castilla: con gái của ông là Constanza và chồng là John xứ Gaunt, Công tước xứ Lancaster. Vào ngày 9 tháng 5 năm 1386, Bồ Đào Nha và Anh đã ký Hiệp ước Windsor, và John xứ Gaunt, vợ và con gái của họ, Catherine của Lancaster, đã đến Galicia vào tháng 7. Juan I của Castilla triệu tập Cortes ở Segovia để đảm bảo việc bảo vệ vương quốc, và ngoài ra còn phục hồi chức vị của João của Bồ Đào Nha, con trai của Inês de Castro, giao cho João quyền nhiếp chính Bồ Đào Nha dưới danh nghĩa của mình và vợ, với mục đích làm suy yếu vị thế của người em cùng cha khác mẹ là João I của Bồ Đào Nha. Với kết quả ít ỏi của chiến dịch Anh-Bồ Đào Nha và việc mất đi sự ủng hộ ở Galicia, John xứ Gaunt và Juan I của Castilla ký Hiệp ước Bayonne vào ngày 8 tháng 7 năm 1388, theo các điều khoản trong đó John xứ Gaunt và vợ phải từ bỏ mọi quyền của họ đối với ngai vàng Castilla để ủng hộ cuộc hôn nhân của con gái họ là Catherine với con trai đầu lòng và người thừa kế của Juan I của Castilla, tương lai là Enrique III. Sự gián đoạn của Chiến tranh Trăm năm với Hiệp định đình chiến Leulinghem đã thúc đẩy Hiệp định đình chiến Monção vào ngày 23 tháng 11 năm 1389 giữa Castilla và Bồ Đào Nha, theo đó các thành phố mà cả hai bên đã chiếm đóng được khôi phục, nhưng các yêu sách triều đại của Beatriz vẫn được chờ để xử lý.
Sự phục hồi của Bồ Đào Nha vẫn còn trong tâm trí của quốc vương Castilla; năm 1390, khi ăn mừng Cortes ở Guadalajara, ông đã đề xuất với Hội đồng của mình về việc thoái vị để cống hiến hoàn toàn cho Bồ Đào Nha. Cái chết của Juan I vào ngày 9 tháng 10 năm 1390 đã tạo ra một cuộc đấu tranh giành quyền lực để thành lập chế độ nhiếp chính, vì vậy vấn đề Bồ Đào Nha đã bị hoãn lại với việc gia hạn lệnh ngừng bắn vào năm 1393. Trong suốt những cuộc đấu tranh, họ đã duy trì các điều khoản mà Juan I đã đưa ra trong di chúc, được viết tại Celorico da Beira vào năm 1385, trong đó nêu rõ việc duy trì kinh tế cho đoàn tùy tùng của Beatriz, hiện giờ là Thái hậu, nơi những người Bồ Đào Nha theo bà lưu vong đến Castilla phụ thuộc vào. Di chúc cũng đề cập đến phần giáo lý của quyền thừa kế, nhưng có sự bất đồng về ý định của họ. Olivera Serrano chỉ ra rằng Juan I đã công nhận Beatriz là Nữ vương hợp pháp của Bồ Đào Nha, và vì Beatriz qua đời mà không có hậu duệ hợp pháp, nên các quyền này sẽ được chuyển cho Enrique III, theo các điều khoản của Hiệp ước Salvaterra de Magos năm 1383. Trong khi đó, việc đề cập đến sự phân xử của Giáo hoàng chỉ đơn thuần là để ra lệnh và phê chuẩn rằng quyền kế vị Bồ Đào Nha thực sự sẽ thuộc về Enrique III sau khi Beatriz qua đời. Oliveira Martins cho biết Giáo hoàng phải quyết định ai sẽ là người cai trị Bồ Đào Nha sau cái chết của Vua Castilla, liệu có nên truyền cho Beatriz hay con trai riêng của Juan I là Enrique III. Quyền thừa kế của Beatriz trong nhiều thập kỷ sẽ tạo nên một trở ngại không thể vượt qua đối với việc bình thường hóa quan hệ giữa Vương quốc Castilla và Bồ Đào Nha, một tình huống chỉ có thể được giải quyết hoàn toàn vào năm 1431 với Hiệp ước Medina del Campo. Sự hiện diện của Beatriz tại Vương quốc Castilla có lợi cho nguyện vọng của Nhà Trastámara đối với Bồ Đào Nha, vì Thái hậu đại diện cho tính hợp pháp của triều đại chống lại tính bất hợp pháp của Nhà Avis.
Dưới thời trị vì của Enrique III, người Bồ Đào Nha đã di cư rất nhiều đến Castilla, điểm chung là đều từ chối Nhà Avis, và Vua Castilla đã ban cho những người lưu vong một số khoản bồi thường cho những mất mát của họ tại Bồ Đào Nha. Những người lưu vong từ chối mối quan hệ tốt đẹp giữa Vương quốc Castilla và Nhà Avis, và cũng có xu hướng duy trì mạng lưới quan hệ họ hàng phù hợp với lòng trung thành của họ, và do đó những người ủng hộ Beatriz đã định cư tại các thành phố nơi Thái hậu có ảnh hưởng, như Toro hoặc Valladolid.
João I của Bồ Đào Nha đã tái khởi động chiến tranh giữa năm 1396 và 1399 để buộc phải đưa ra các điều khoản có lợi trong một hiệp ước hòa bình, nhưng kết quả lại không như mong đợi. Trong các cuộc đàm phán lên đến đỉnh điểm là lệnh ngừng bắn năm 1402, Castilla vẫn kiên trì duy trì quyền của Beatriz và đề xuất một cuộc hôn nhân giữa bà và Afonso, con trai cả của João I của Bồ Đào Nha, nhưng cuộc hôn nhân bị Vua Bồ Đào Nha từ chối. Enrique III cũng nâng cao quyền thừa kế của riêng mình tại Bồ Đào Nha trên cơ sở rằng Fernando I của Bồ Đào Nha và Juan I của Castilla là anh em họ đằng ngoại.
Cái chết của Enrique III năm 1406 đánh dấu một hướng đi mới trong mối quan hệ với Bồ Đào Nha. Trong khi cuộc sống của Beatriz tại Castilla không thay đổi, vì di chúc của Nhà vua chỉ ra rằng những điều khoản mà cha ông dành cho Beatriz phải được tôn trọng, thì chính quyền của vương quốc Castilla hiện nằm trong tay một chế độ đồng nhiếp chính nhân danh Juan II còn nhỏ, giữa Thái hậu Catherine của Lancaster và chú ruột của Juan là Infante Fernando. Tuy nhiên, những khác biệt về chính trị giữa hai người đã dẫn đến việc chia cắt vương quốc Castilla giữa họ để Juan quản lý. Về vấn đề hòa bình với Bồ Đào Nha, Catherine ủng hộ anh rể là Vua Bồ Đào Nha, trong khi Fernando ủng hộ lập trường tính hợp pháp nhằm duy trì sự thân thiện giữa ông và Beatriz. Sự bất đồng giữa các nhiếp chính đã ngăn cản việc tái lập hòa bình với Bồ Đào Nha, và các lệnh ngừng bắn chỉ được gia hạn vào năm 1407.
Cái chết của Martín I của Aragón năm 1410 và nguyện vọng của Fernando đối với ngai vàng Aragón khiến ông trở nên hòa giải hơn với Bồ Đào Nha. Fernando vẫn duy trì tính ưu việt và tính hợp pháp của quyền triều đại của gia đình, nhưng trong các cuộc đàm phán phát triển thành hiệp ước tạm thời năm 1411, vấn đề triều đại và sự ly giáo Tây phương vẫn tách biệt khỏi việc giải quyết các điểm bất đồng khác: người Castilla hứa sẽ không gây chiến với Bồ Đào Nha vì quyền lợi của Beatriz hoặc sự ly giáo Tây phương, và đồng ý ngăn chặn mọi yêu sách của những người lưu vong trung thành với Beatriz về tài sản bị tịch thu hoặc tiền bồi thường của họ trước năm 1402.
Vấn đề liên quan đến sự ly giáo Tây phương được giải quyết tại Công đồng Constance (1414–1418). Vị Giáo hoàng mới được bầu là Máctinô V công nhận Quốc vương Bồ Đào Nha, và do đó trong sắc lệnh Sane Charissumus vào tháng 4 năm 1418, Giáo hoàng đã yêu cầu các quốc vương theo đạo Thiên chúa giúp đỡ vua Bồ Đào Nha trong cuộc chiến chống lại người Saracen. Cái chết của Ferrando I của Aragón năm 1416 và việc Giáo hoàng đối lập Biển Đức XIII bị phế truất năm 1417 đã tước đi sự ủng hộ còn lại mà Beatriz có được.
Cuộc đấu tranh giành quyền lực ở Castilla giữa Álvaro de Luna và các Infante của Aragón, anh em của Alifonso V của Aragón, đã biến Bồ Đào Nha thành một phần tử hỗ trợ các Infante của Aragón, vì vậy Álvaro de Luna đã cố gắng loại bỏ điều này bằng một nền hòa bình lâu dài. Hiệp ước Medina del Campo ngày 30 tháng 10 năm 1431 thiết lập rằng các quyền của Beatriz sẽ chết cùng với bà, và Vua Juan II từ bỏ mọi quyền có thể có được thông qua mối quan hệ họ hàng giữa Fernando I của Bồ Đào Nha và Juan I của Castilla. Ngoài ra, Vua Castilla đã chấp nhận Nhà Avis trở thành một phần trong gia thất nhờ mối quan hệ họ hàng giữa Catherine của Lancaster, mẹ của Vua Castilla, và người chị cùng cha khác mẹ là Philippa của Lancaster, Vương hậu Bồ Đào Nha. Những người Bồ Đào Nha lưu vong tại Castilla bị từ chối mọi quyền lợi hoặc bồi thường tại Bồ Đào Nha.

### Cuộc sống tại Castilla
Năm 1376, khi Beatriz tuyên thệ trở thành người thừa kế của Bồ Đào Nha tại Cortes de Leiria, bà nhận được một khoản thừa kế để duy trì đoàn tùy tùng của riêng mình, mặc dù được vương hậu kiểm soát. Sủng thần của vương hậu là Juan Fernández de Andeiro trở thành Mayordomo đầu tiên của Beatriz. Sau khi kết hôn, thay vì bao gồm thu nhập lãnh thổ, của hồi môn của vương nữ bao gồm số tiền mà Juan I của Castilla phải chấp nhận với viễn cảnh giành được vương quốc Bồ Đào Nha. Khi còn là trẻ vị thành niên, Juan I được giữ quyền nuôi dưỡng Beatriz, nhưng kể từ năm 1385, khi bà đạt đến tuổi trưởng thành hợp pháp, Beatriz có thể ký và đóng dấu các tài liệu của riêng mình.
Với tư cách là Vương hậu của Castilla, Beatriz duy trì nội các của mình, với Juan Rodríguez Portocarrero giữ chức vụ Mayordomo đầu tiên, và Thủ tướng của Beatriz là Giám mục Guarda, Afonso Correia. Tài sản của Beatriz tại Castilla thay đổi theo năm tháng, vì các quốc vương Castilla phải thưởng cho những người họ hàng khác theo lợi ích chính trị của thời điểm đó. Một số điều khoản liên quan đến tài sản của Beatriz trong di chúc của Juan I, có niên đại năm 1385, là không thể được thực hiện vào năm 1392 khi nhiếp chính của Enrique III sửa đổi di chúc. Mặc dù với tư cách là vợ của Vua Castilla, Beatriz có thẩm quyền đối với Tordesillas, San Esteban de Gormaz, Cuéllar, Peñafiel, Medina del Campo và Olmedo, nhưng khi trở thành góa phụ, Beatriz chỉ giữ lại Béjar và Valladolid. Năm 1396, Enrique III đổi Béjar lấy Ciudad Real và merindad Valladolid.

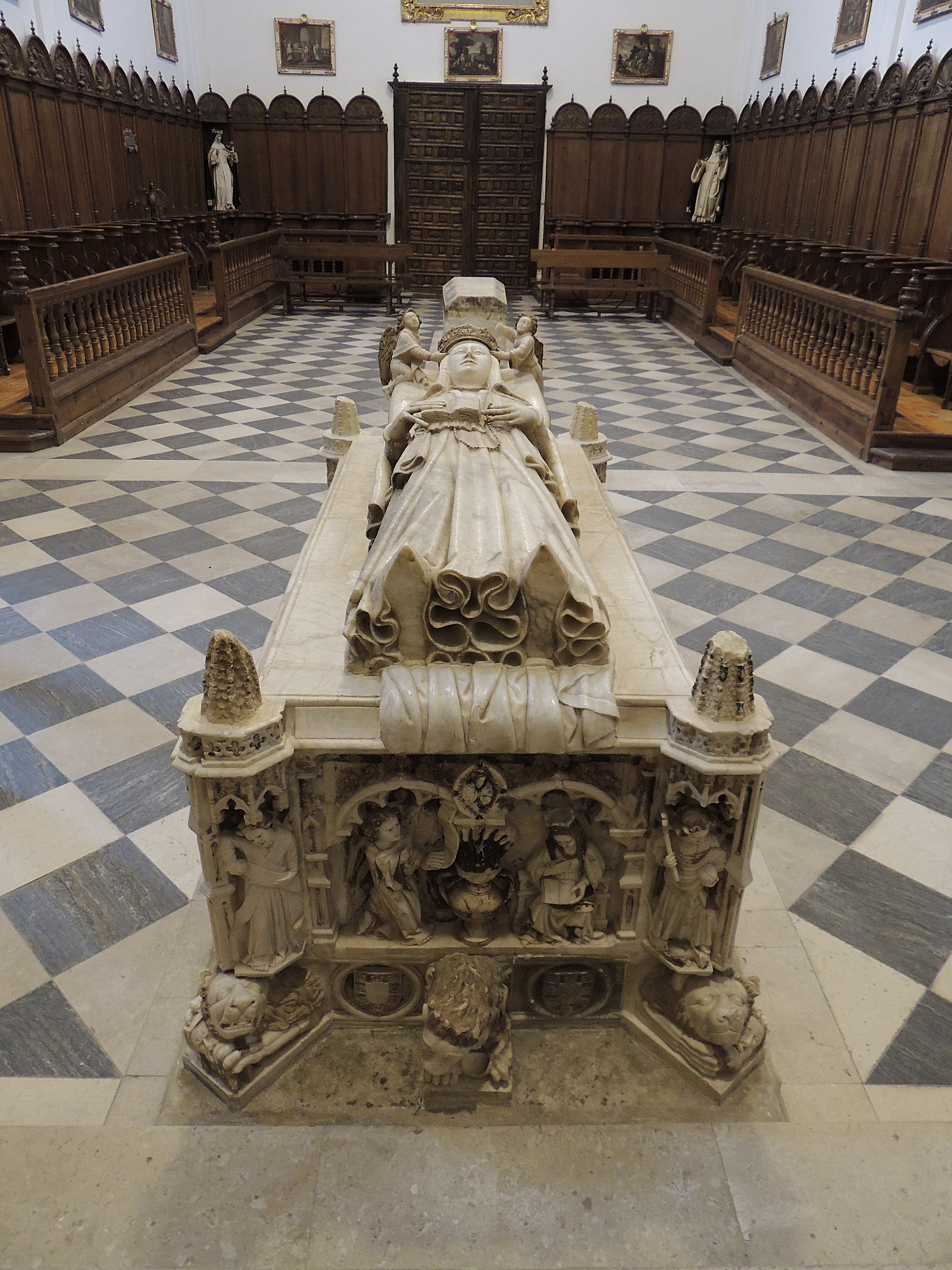
Mộ Beatriz của Bồ Đào Nha tại nhà thờ của Tu viện Sancti Spiritus, Toro (Zamora)

Beatriz và Juan I của Castilla không sinh ra được người con nào, mặc dù một người con trai tên là Miguel được nhắc đến trong một số phả hệ của thế kỷ 17 và 18 và thậm chí trong một số sách lịch sử hiện đại, có lẽ là sự nhầm lẫn với Miguel da Paz, cháu trai của các Quân chủ Công giáo. Từ năm 1390, Beatriz, lúc này là một góa phụ 17 tuổi, sống ẩn mình và tránh xa những âm mưu của triều đình. Tuy nhiên bà vẫn có sự hiện diện rõ ràng trong triều đình Castilla, duy trì mối quan hệ trong một vòng tròn xã hội rộng hơn so với nhóm người Bồ Đào Nha lưu vong. Trong thời kỳ nhiếp chính của Juan II của Castilla, Beatriz định cư tại Ciudad Real, và dựa vào các lá thư, bà dường như đã nghỉ hưu tại Toro sau hiệp ước năm 1411. Năm 1409, Beatriz nhận được lời cầu hôn của một Công tước Áo, thành viên của Vương tộc Habsburg. Beatriz đã từ chối vì điều này sẽ dẫn đến việc mất đi tài sản tại Castilla, gây tổn hại đến những người ủng hộ Bồ Đào Nha đang lưu vong, và bà cần thực hiện một cuộc hôn nhân chính trị để có thể trở về Bồ Đào Nha. Beatriz duy trì mối quan hệ thân thiết với con trai riêng của chồng là Fernando (sau này là Vua Aragón), ủng hộ gia đình Fernando, và đặc biệt là với Vương tử Henrique, Beatriz đã can thiệp vào việc bầu Henrique trở thành Đại Thống lĩnh của Hội Santiago vào năm 1410.
Năm 1419, Beatriz cử Juan González de Sevilla, giáo sư của Đại học Salamanca và sau này là Giám mục Cádiz, đến thỉnh cầu Giáo hoàng Máctinô V để xin loại giấy phép thường được cấp cho người chuẩn bị qua đời. Không có bằng chứng tài liệu nào về cái chết của Beatriz còn sót lại, nhưng tài sản của bà bị phân tán, được cấp cho Álvaro de Luna từ năm 1420, và vào tháng 6 năm 1420, Toro dường như đã quay trở lại với Vương quyền. Juan González de Sevilla, người đại diện cho Beatriz với tư cách là đại sứ trước Giáo hoàng, đã ngừng tự xưng theo vị trí này kể từ tháng 4 năm 1420. Vào tháng 4 năm 1423, một hiệp định đình chiến mới với Bồ Đào Nha được ký kết để thảo luận về quyền thừa kế và kế vị của Beatriz, điều này cho thấy Beatriz đã qua đời.

### Tư cách là quân chủ

Huy hiệu của Beatriz của Bồ Đào Nha.

Đã có một số cuộc tranh luận về việc liệu Beatriz có được coi là một vị quân chủ. Trong những thập kỷ gần đây, một nhóm tác giả sử học Tây Ban Nha và Bồ Đào Nha bảo vệ quan điểm rằng Beatriz là Nữ vương trên danh nghĩa của Bồ Đào Nha trong khoảng thời gian từ ngày 22 tháng 10 đến giữa tháng 12 năm 1383. Một số nhà sử học coi Beatriz là Nữ vương của Bồ Đào Nha trong giai đoạn 1383–1385. Tuy nhiên, phần lớn các nhà sử học Bồ Đào Nha lập luận rằng trong giai đoạn 1383–1385 Bồ Đào Nha không có quốc vương, và tại quốc gia này Beatriz không được coi là Nữ vương.
Cuộc nổi loạn của người Bồ Đào Nha không phải là thách thức duy nhất đối với việc lên ngôi của Beatriz, mà bà còn phải đối mặt với những yêu sách cạnh tranh từ chính người chồng là Juan I. Nhiều nhà quý tộc Bồ Đào Nha thuộc phe ủng hộ Castilla cũng công nhận Juan I của Castilla là quốc vương jure uxoris (theo quyền của vợ), biến ông trở thành chư hầu, chẳng hạn như Lopo Gomes de Lira đã làm tại Minho. Theo di chúc ngày 21 tháng 7 năm 1385 được viết tại Celorico da Beira, Juan tự nhận mình là Vua của Bồ Đào Nha và có thể là người sở hữu thực tế của vương quốc, nói rằng nếu ông qua đời trước Beatriz, Giáo hoàng sẽ quyết định xem Beatriz hay con trai riêng của ông là Enrique sẽ là người cai trị Bồ Đào Nha.

## Tổ tiên
| \| \| \| \| \| \| \| \| \| \| \| 8. Afonso IV của Bồ Đào Nha \| \| \| \| \| \| \| \| \| \| \| \| \| \| \| \| \| \| \| \| \| \| \| \| \| \| \| \| \| \| \| \| \| \| \| \| \| \| \| \| \| \| \| \| \| \| \| \| \| \| \| 4. Pedro I của Bồ Đào Nha \| \| \| \| \| \| \| \| \| \| \| \| \| \| \| \| \| \| \| \| \| \| \| \| \| \| \| \| \| \| \| \| \| \| \| \| \| \| \| \| \| \| \| \| \| \| \| \| \| \| \| \| \| \| \| \| \| \| \| \| 9. Beatriz của Castilla \| \| \| \| \| \| \| \| \| \| \| \| \| \| \| \| \| \| \| \| \| \| \| \| \| \| \| \| \| \| \| \| \| \| \| \| \| \| \| \| \| \| \| \| \| \| \| \| \| \| \| \| \| \| \| \| \| \| \| \| 2. Fernando I của Bồ Đào Nha \| \| \| \| \| \| \| \| \| \| \| \| \| \| \| \| \| \| \| \| \| \| \| \| \| \| \| \| \| \| \| \| \| \| \| \| \| \| \| \| \| \| \| \| \| \| \| \| \| \| \| \| \| \| \| \| \| \| \| \| 10. Juan Manuel, Thân vương xứ Villena \| \| \| \| \| \| \| \| \| \| \| \| \| \| \| \| \| \| \| \| \| \| \| \| \| \| \| \| \| \| \| \| \| \| \| \| \| \| \| \| \| \| \| \| \| \| \| \| \| \| \| \| \| \| \| \| \| \| \| \| 5. Constanza Manuel \| \| \| \| \| \| \| \| \| \| \| \| \| \| \| \| \| \| \| \| \| \| \| \| \| \| \| \| \| \| \| \| \| \| \| \| \| \| \| \| \| \| \| \| \| \| \| \| \| \| \| \| \| \| \| \| \| \| \| \| 11. Constanza của Aragón \| \| \| \| \| \| \| \| \| \| \| \| \| \| \| \| \| \| \| \| \| \| \| \| \| \| \| \| \| \| \| \| \| \| \| \| \| \| \| \| \| \| \| \| \| \| \| \| \| \| \| \| \| \| \| \| \| \| \| \| 1. Beatriz của Bồ Đào Nha \| \| \| \| \| \| \| \| \| \| \| \| \| \| \| \| \| \| \| \| \| \| \| \| \| \| \| \| \| \| \| \| \| \| \| \| \| \| \| \| \| \| \| \| \| \| \| \| \| \| \| \| \| \| \| \| \| \| \| \| 12. Afonso Telles de Meneses, o Raposo \| \| \| \| \| \| \| \| \| \| \| \| \| \| \| \| \| \| \| \| \| \| \| \| \| \| \| \| \| \| \| \| \| \| \| \| \| \| \| \| \| \| \| \| \| \| \| \| \| \| \| \| \| \| \| \| \| \| \| \| 6. Martim Afonso Telo de Meneses \| \| \| \| \| \| \| \| \| \| \| \| \| \| \| \| \| \| \| \| \| \| \| \| \| \| \| \| \| \| \| \| \| \| \| \| \| \| \| \| \| \| \| \| \| \| \| \| \| \| \| \| \| \| \| \| \| \| \| \| 13. Berengária Lourenço de Valadares \| \| \| \| \| \| \| \| \| \| \| \| \| \| \| \| \| \| \| \| \| \| \| \| \| \| \| \| \| \| \| \| \| \| \| \| \| \| \| \| \| \| \| \| \| \| \| \| \| \| \| \| \| \| \| \| \| \| \| \| 3. Leonor Teles \| \| \| \| \| \| \| \| \| \| \| \| \| \| \| \| \| \| \| \| \| \| \| \| \| \| \| \| \| \| \| \| \| \| \| \| \| \| \| \| \| \| \| \| \| \| \| \| \| \| \| \| \| \| \| \| \| \| \| \| 14. João Mendes de Vasconcelos \| \| \| \| \| \| \| \| \| \| \| \| \| \| \| \| \| \| \| \| \| \| \| \| \| \| \| \| \| \| \| \| \| \| \| \| \| \| \| \| \| \| \| \| \| \| \| \| \| \| \| \| \| \| \| \| \| \| \| \| 7. Aldonça Eanes de Vasconcelos \| \| \| \| \| \| \| \| \| \| \| \| \| \| \| \| \| \| \| \| \| \| \| \| \| \| \| \| \| \| \| \| \| \| \| \| \| \| \| \| \| \| \| \| \| \| \| \| \| \| \| \| \| \| \| \| \| \| \| \| 15. Aldara Afonso Alcoforado \| \| \| \| \| \| \| \| \| \| \| \| \| \| \| \| \| \| \| \| \| \| \| \| \| \| \| \| \| \| \| \| \| \| \| \| \| \| \| \| \| \| \| |                                        |  |  |  |  |  |  |  |  |                             |  |  |  |
| |                                        |  |  |  |  |  |  |  |  | 8. Afonso IV của Bồ Đào Nha |  |  |  |
| |                                        |  |  |  |  |  |  |  |  |                             |  |  |  |
| |                                        |  |  |  |  |  |  |  |  |                             |  |  |  |
| |                                        |  |  |  |  |  |  |  |  |                             |  |  |  |
| | 4. Pedro I của Bồ Đào Nha              |  |  |  |  |  |  |  |  |                             |  |  |  |
| |                                        |  |  |  |  |  |  |  |  |                             |  |  |  |
| |                                        |  |  |  |  |  |  |  |  |                             |  |  |  |
| |                                        |  |  |  |  |  |  |  |  |                             |  |  |  |
| | 9. Beatriz của Castilla                |  |  |  |  |  |  |  |  |                             |  |  |  |
| |                                        |  |  |  |  |  |  |  |  |                             |  |  |  |
| |                                        |  |  |  |  |  |  |  |  |                             |  |  |  |
| |                                        |  |  |  |  |  |  |  |  |                             |  |  |  |
| | 2. Fernando I của Bồ Đào Nha           |  |  |  |  |  |  |  |  |                             |  |  |  |
| |                                        |  |  |  |  |  |  |  |  |                             |  |  |  |
| |                                        |  |  |  |  |  |  |  |  |                             |  |  |  |
| |                                        |  |  |  |  |  |  |  |  |                             |  |  |  |
| | 10. Juan Manuel, Thân vương xứ Villena |  |  |  |  |  |  |  |  |                             |  |  |  |
| |                                        |  |  |  |  |  |  |  |  |                             |  |  |  |
| |                                        |  |  |  |  |  |  |  |  |                             |  |  |  |
| |                                        |  |  |  |  |  |  |  |  |                             |  |  |  |
| | 5. Constanza Manuel                    |  |  |  |  |  |  |  |  |                             |  |  |  |
| |                                        |  |  |  |  |  |  |  |  |                             |  |  |  |
| |                                        |  |  |  |  |  |  |  |  |                             |  |  |  |
| |                                        |  |  |  |  |  |  |  |  |                             |  |  |  |
| | 11. Constanza của Aragón               |  |  |  |  |  |  |  |  |                             |  |  |  |
| |                                        |  |  |  |  |  |  |  |  |                             |  |  |  |
| |                                        |  |  |  |  |  |  |  |  |                             |  |  |  |
| |                                        |  |  |  |  |  |  |  |  |                             |  |  |  |
| | 1. Beatriz của Bồ Đào Nha              |  |  |  |  |  |  |  |  |                             |  |  |  |
| |                                        |  |  |  |  |  |  |  |  |                             |  |  |  |
| |                                        |  |  |  |  |  |  |  |  |                             |  |  |  |
| |                                        |  |  |  |  |  |  |  |  |                             |  |  |  |
| | 12. Afonso Telles de Meneses, o Raposo |  |  |  |  |  |  |  |  |                             |  |  |  |
| |                                        |  |  |  |  |  |  |  |  |                             |  |  |  |
| |                                        |  |  |  |  |  |  |  |  |                             |  |  |  |
| |                                        |  |  |  |  |  |  |  |  |                             |  |  |  |
| | 6. Martim Afonso Telo de Meneses       |  |  |  |  |  |  |  |  |                             |  |  |  |
| |                                        |  |  |  |  |  |  |  |  |                             |  |  |  |
| |                                        |  |  |  |  |  |  |  |  |                             |  |  |  |
| |                                        |  |  |  |  |  |  |  |  |                             |  |  |  |
| | 13. Berengária Lourenço de Valadares   |  |  |  |  |  |  |  |  |                             |  |  |  |
| |                                        |  |  |  |  |  |  |  |  |                             |  |  |  |
| |                                        |  |  |  |  |  |  |  |  |                             |  |  |  |
| |                                        |  |  |  |  |  |  |  |  |                             |  |  |  |
| | 3. Leonor Teles                        |  |  |  |  |  |  |  |  |                             |  |  |  |
| |                                        |  |  |  |  |  |  |  |  |                             |  |  |  |
| |                                        |  |  |  |  |  |  |  |  |                             |  |  |  |
| |                                        |  |  |  |  |  |  |  |  |                             |  |  |  |
| | 14. João Mendes de Vasconcelos         |  |  |  |  |  |  |  |  |                             |  |  |  |
| |                                        |  |  |  |  |  |  |  |  |                             |  |  |  |
| |                                        |  |  |  |  |  |  |  |  |                             |  |  |  |
| |                                        |  |  |  |  |  |  |  |  |                             |  |  |  |
| | 7. Aldonça Eanes de Vasconcelos        |  |  |  |  |  |  |  |  |                             |  |  |  |
| |                                        |  |  |  |  |  |  |  |  |                             |  |  |  |
| |                                        |  |  |  |  |  |  |  |  |                             |  |  |  |
| |                                        |  |  |  |  |  |  |  |  |                             |  |  |  |
| | 15. Aldara Afonso Alcoforado           |  |  |  |  |  |  |  |  |                             |  |  |  |
| |                                        |  |  |  |  |  |  |  |  |                             |  |  |  |
| |                                        |  |  |  |  |  |  |  |  |                             |  |  |  |